# Liebenthal (ród)
Von Liebenthal – ród szlachecki pochodzący prawdopodobnie z księstwa brunszwickiego, na Pomorze przybył w połowie XIII w., w Nowej Marchii wzmiankowany od XIV w. Posiadał dobra ziemi myśliborskiej (Batowo 1619; Krasne 1590, do 1740; Nowogródek Pomorski 1353, do 1704; Pstrowice 1644; Renice 1479, 1550; Sulimierz 1337), pyrzyckiej (Kunowo i Swochowo 1575), chojeńskiej (Smolnica 1337) oraz świdwińskiej (Łabędzie 1487)